# 般若流支
般若流支，也譯作般若留支、流支、般若流志、般若留支、智希、慧愛。姓瞿曇，名般若流支，故又稱瞿曇流支、瞿曇留支、瞿曇般若流支。婆羅門種，南印度波羅奈城人。
北魏孝明帝熙平元年（516年）與毘目智仙一同進入洛陽，隨後在孝靜帝天平元年（534年）移住鄴都。元象元年（538年）至武帝元年（543年）於鄴都金華寺、昌定寺進行譯經的工作，共譯出《正法念處經》、《順中論》、飲光部《解脫戒經》、《唯識論》等。

## 譯作
般若流支譯作現存者如下（依照法經錄，以及各經論的序文、後記列舉）：
〔經藏〕
- 得無垢女經（大寶積經無垢施菩薩應辯會等同本異譯）

（以下是按序文、後記的記載）
- 不必定入定入印經（梵語：Niyatāniyatāvatāramudrā，另有義淨譯本）
- 第一義法勝經（大威燈光仙人問疑經之同本異譯）
- 聖善住意天子所問經（大寶積經善住意天子會等同本異譯）
- 奮迅王問經（自在王菩薩經之同本異譯）
- 一切法高王經（諸法最上王經、諸法勇王經之同本異譯）
- 毘耶娑問經[4]（大寶積經廣博仙人會之同本異譯）
- 正法念處經
- 金色王經（梵語：Kanakavarṇa-pūrvayoga）

〔律藏〕
- 解脫戒本（飲光部）

〔論藏〕
- 迴諍論（梵語：Vigrahavyāvartanī），龍樹造
- 一輸盧迦（英语：Shloka）論[5]，龍樹造
- 業成就論（大乘成業論之同本異譯），世親造
- 唯識論（唯識二十論等同本異譯），世親造

（以下是按序文、後記的記載）
- 順中論[4]，龍樹造頌，無著造釋
- 三具足經論[4]，世親造（解釋三具足經）
- 轉法輪經論[4]，世親造（解釋轉法輪經）
- 寶髻菩薩四法經論[4]，世親造（解釋大集經寶髻菩薩品）